# Mécha Baždarević
 (février 2019).
Si vous disposez d'ouvrages ou d'articles de référence ou si vous connaissez des sites web de qualité traitant du thème abordé ici, merci de compléter l'article en donnant les références utiles à sa vérifiabilité et en les liant à la section « Notes et références ».
Mehmed Baždarević, né le 28 septembre 1960 à Višegrad (Yougoslavie), est un joueur de football international bosnien, devenu entraîneur. Meneur de jeu, il fait l'essentiel de sa carrière au sein de deux clubs, Željezničar Sarajevo puis le FC Sochaux. International yougoslave, sélection avec laquelle il participe au championnat d'Europe de 1984 et dont il porte le maillot à 54 reprises, il devient ensuite le premier joueur à avoir porté le brassard de capitaine de la Bosnie-Herzégovine.

## Biographie

### Carrière de joueur
Mehmed Baždarević est formé au FK Željezničar Sarajevo au poste de milieu de terrain. Il joue ses premiers matchs professionnels en 1979 avant de devenir international yougoslave quatre ans plus tard et de disputer l'Euro 1984. Il est vice-Champion de Yougoslavie en 1985 et demi-finaliste de la Coupe de l'UEFA la même année dans une campagne européenne où le club élimine notamment le FC Sion, le Dinamo Minsk et Universitatea Craiova et avant de s'incliner contre le Videoton SC.
Il y joue de 1979 à 1987 avant de rejoindre le FC Sochaux-Montbéliard où il passe neuf saisons. Dès sa première saison en France, il participe à la remontée du club en première division en terminant vice-Champion de France de Division 2 après une défaite en finale contre le RC Strasbourg. Pendant cette saison en D2, Sochaux réussi son parcours en Coupe de France et atteint la finale après avoir éliminé plusieurs clubs de l'élite notamment le Paris SG, le Montpellier HSC, le RC Lens et l'OGC Nice mais s'incline au Parc des Princes face au FC Metz lors de la séance de tirs au but. Il devient un joueur réputé en France par sa qualité de passe et son poids dans le jeu sochalien. En 1989-1990, il participe à la Coupe UEFA où Sochaux élimine le club luxembourgeois de La Jeunesse d'Esch sur deux scores fleuves (5-0, 7-0) avant d'être éliminé par l'AC Fiorentina après deux matchs nuls à l'aller comme au retour.
En 1995, le club descend en deuxième division, et rate la remontée immédiate. Âgé de 36 ans et n'entrant plus dans les plans du club, le Bosnien part à Nîmes qui évolue alors en National. Le club, grâce à sa participation à la finale de la coupe de France 1995-1996 face à Auxerre, également champion de France, obtient sa qualification pour disputer la coupe d'Europe des vainqueurs de coupes. Avec cette possibilité associée à l'objectif de remonter en deuxième division, le club construit une équipe compétitive. Baždarević s'y impose comme un élément primordial et apporte beaucoup par son expérience : le club finit premier loin devant ses concurrents. Cependant, l'année suivante est plus délicate : blessé, il ne peut jouer. Encore sous contrat, il le rachète et quitte le club en cours de saison pour le Étoile Carouge FC, en Suisse. où il ne pourra jouer que 6 matchs (référence ci-contre).

### Carrière d'entraîneur

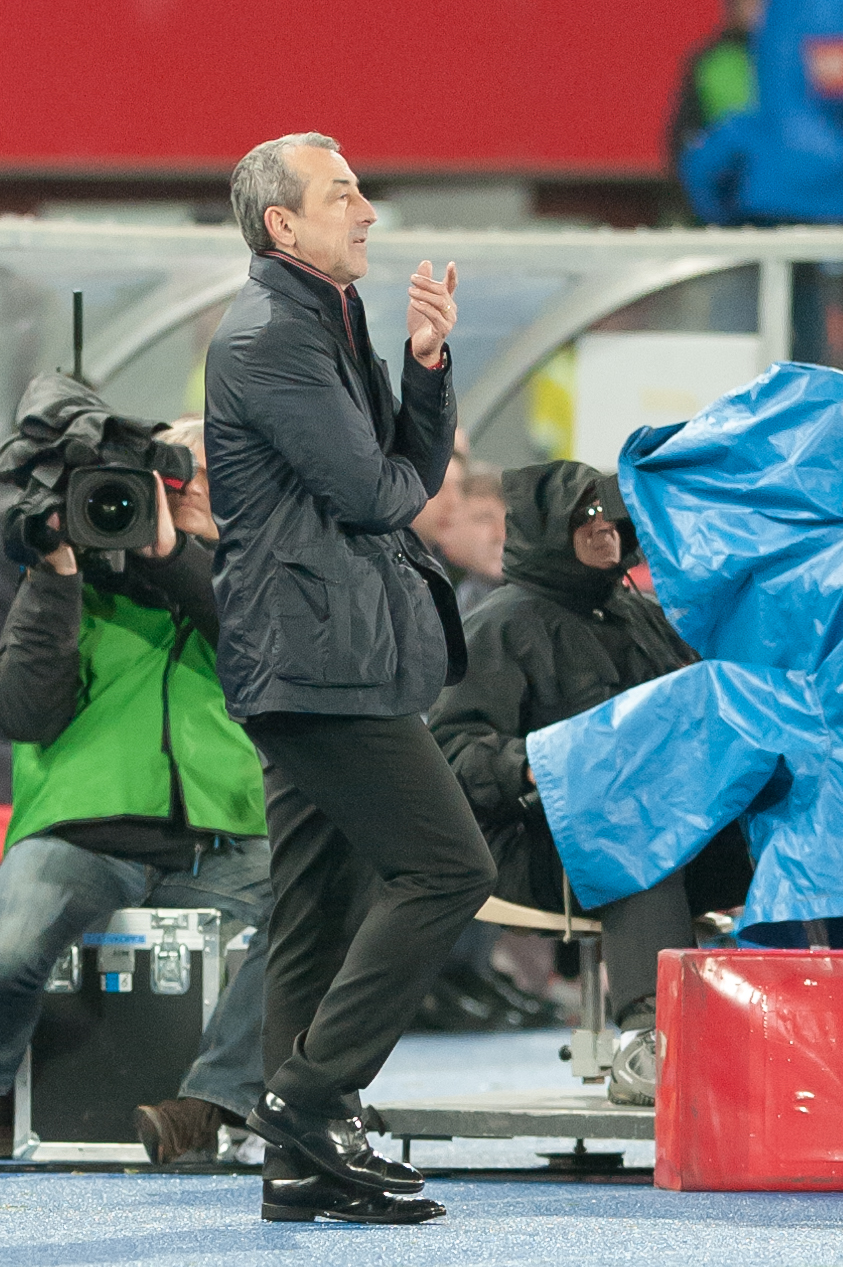
Baždarević en 2015 lors du match opposant l'Autriche à la Bosnie-Herzégovine.

Mécha Baždarević est un entraîneur réputé pour promouvoir les petits clubs. En effet, lors de la saison 2003-2004, il finit troisième de Ligue 2 avec le FC Istres et monte donc à l'échelon supérieur. Il reçoit le titre de meilleur entraîneur de ligue 2 aux trophées UNFP 2004. La saison suivante est jugée décevante par les dirigeants, si bien qu'il est remplacé en janvier 2005 par Xavier Gravelaine. Le SM Caen, fraîchement relégué en Ligue 2, lui propose un poste dans le but de retrouver la Ligue 1 mais il refuse cette offre.
Baždarević réalise la même prouesse lors de la saison 2007-2008 avec le Grenoble Foot. Le club isérois finit troisième de ligue 2 et accède à la ligue 1 ; il se maintient en première division la saison suivante et atteint la demi-finale de la Coupe de France, se faisant éliminer par le Stade rennais 1-0. La saison suivante est cependant insuffisante. Le GF38 est relégué en Ligue 2. Baždarević décide de continuer avec Grenoble la saison suivante, mais il quitte le club après la 5e journée de Ligue 2, à la suite d'une défaite contre Le Mans 1-0 fin août.
En juin 2011, à la suite du départ de Francis Gillot, il est nommé entraîneur du FC Sochaux pour deux saisons et disputera la Ligue Europa avec ce club, au sein duquel il a évolué en tant que joueur. Il est limogé le 6 mars 2012, à la suite des mauvais résultats de Sochaux et « devant la nécessité de redresser sa situation sportive en Ligue 1 », c'est Éric Hély qui le remplace.
Le 13 décembre 2014, il est nommé sélectionneur national de la Bosnie-Herzégovine, en replacement de Safet Sušić, démis de ses fonctions le 17 novembre 2014 après une défaite 3-0 contre Israël en éliminatoires du Championnat d'Europe de football 2016.
Le 15 juin 2018, il devient l'entraîneur du Paris FC, et emmène le club parisien à la quatrième place de Ligue 2, et donc en barrages de promotion, malheureusement perdus aux tirs au but contre le Racing Club de Lens, qu'ils avaient par ailleurs battus en championnat. Il est remercié fin décembre 2019 à la suite de mauvais résultats. Il sera remplacé par René Girard
Le 30 août 2020, il est nommé entraîneur de Guingamp à la place de Sylvain Didot.
Après un bilan plus que mitigé, il choisit d'un commun accord avec le club de ne plus entraîner l'En Avant le 1er février 2021 après une série de 2 victoires en 18 matchs, une 17e place au classement et une défaite 3-2 face à Pau, dernier du classement. Il est remplacé provisoirement par son adjoint, Frédéric Bompard.

### Bilan d'entraîneur
Le tableau suivant récapitule les statistiques de Mécha Baždarević durant sa carrière d'entraîneur en club, au 29 octobre 2019.
| Saison       | Club                          | Championnat | Championnat | Championnat | Championnat | Championnat | Coupes nationales | Coupes nationales | Coupes nationales | Coupes nationales | Coupes nationales | Coupes continentales | Coupes continentales | Coupes continentales | Coupes continentales | Coupes continentales | Supercoupe | Supercoupe | Supercoupe | Supercoupe | Total | Total | Total | Total | % Victoires |
| Saison       | Club                          | Division    | M           | V           | N           | D           | Type              | M                 | V                 | N                 | D                 | Type                 | M                    | V                    | N                    | D                    | M          | V          | N          | D          | M     | V     | N     | D     | % Victoires |
| ------------ | ----------------------------- | ----------- | ----------- | ----------- | ----------- | ----------- | ----------------- | ----------------- | ----------------- | ----------------- | ----------------- | -------------------- | -------------------- | -------------------- | -------------------- | -------------------- | ---------- | ---------- | ---------- | ---------- | ----- | ----- | ----- | ----- | ----------- |
| 2001-2002    | FC Sochaux-Montbéliard rés.   | CFA 2       | 30          | 18          | 6           | 6           | -                 | -                 | -                 | -                 | -                 | -                    | -                    | -                    | -                    | -                    | -          | -          | -          | -          | 30    | 18    | 6     | 6     | 60 %        |
| 2002-2003    | FC Sochaux-Montbéliard rés.   | CFA         | 34          | 15          | 13          | 6           | -                 | -                 | -                 | -                 | -                 | -                    | -                    | -                    | -                    | -                    | -          | -          | -          | -          | 34    | 15    | 3     | 6     | 44,12 %     |
| 2001-2003    | Total FC Sochaux-MontbéliardR |             | 64          | 33          | 19          | 12          | -                 | -                 | -                 | -                 | -                 | -                    | -                    | -                    | -                    | -                    | -          | -          | -          | -          | 64    | 33    | 19    | 12    | 51,56 %     |
| 2003-2004    | FC Istres OP                  | Ligue 2     | 38          | 19          | 9           | 10          | CdF+CdL           | 2+2               | 1+1               | 1+0               | 0+1               | -                    | -                    | -                    | -                    | -                    | -          | -          | -          | -          | 42    | 21    | 10    | 11    | 50 %        |
| 2004-2005    | FC Istres OP                  | Ligue 1     | 19          | 1           | 9           | 9           | CdF+CdL           | 1+1               | 0+0               | 0+0               | 1+1               | -                    | -                    | -                    | -                    | -                    | -          | -          | -          | -          | 20    | 1     | 9     | 10    | 15 %        |
| 2003-2005    | Total FC Istres OP            |             | 76          | 25          | 23          | 28          | -                 | 6                 | 2                 | 1                 | 3                 | -                    | -                    | -                    | -                    | -                    | -          | -          | -          | -          | 82    | 27    | 24    | 31    | 33,93 %     |
| 2005-2006    | ES Sahel                      | Ligue 1     | 26          | 16          | 7           | 3           | CdT               | 2                 | 1                 | 0                 | 1                 | C1+C1                | 8+2                  | 4+2                  | 3+0                  | 1+0                  | -          | -          | -          | -          | 38    | 23    | 10    | 5     | 60,53 %     |
| 2005-2006    | Total ES Sahel                |             | 26          | 16          | 7           | 3           | -                 | 2                 | 1                 | 0                 | 1                 | -                    | 10                   | 6                    | 3                    | 1                    | -          | -          | -          | -          | 38    | 23    | 10    | 5     | 60,53 %     |
| 2006-2007    | Al-Wakrah SC                  | Q-League    | 27          | 7           | 13          | 7           | -                 | -                 | -                 | -                 | -                 | -                    | -                    | -                    | -                    | -                    | -          | -          | -          | -          | 27    | 7     | 13    | 7     | 25,93 %     |
| 2006-2007    | Total Al-Wakrah SC            |             | 27          | 7           | 13          | 7           | -                 | -                 | -                 | -                 | -                 | -                    | -                    | -                    | -                    | -                    | -          | -          | -          | -          | 27    | 7     | 13    | 7     | 25,93 %     |
| 2007-2008    | Grenoble Foot 38              | Ligue 2     | 38          | 17          | 12          | 9           | CdF+CdL           | 2+1               | 1+0               | 1+0               | 0+1               | -                    | -                    | -                    | -                    | -                    | -          | -          | -          | -          | 41    | 18    | 13    | 10    | 43,90 %     |
| 2008-2009    | Grenoble Foot 38              | Ligue 1     | 38          | 10          | 14          | 14          | CdF+CdL           | 5+1               | 2+0               | 2+0               | 1+1               | -                    | -                    | -                    | -                    | -                    | -          | -          | -          | -          | 44    | 12    | 16    | 16    | 27,27 %     |
| 2009-2010    | Grenoble Foot 38              | Ligue 1     | 38          | 5           | 8           | 25          | CdF+CdL           | 2+1               | 1+0               | 0+0               | 1+1               | -                    | -                    | -                    | -                    |                      | -          | -          | -          | -          | 41    | 6     | 8     | 27    | 14,63 %     |
| 2010-2010    | Grenoble Foot 38              | Ligue 2     | 5           | 1           | 0           | 4           | CdL               | 1                 | 0                 | 0                 | 1                 | -                    | -                    | -                    | -                    | -                    | -          | -          | -          | -          | 6     | 1     | 0     | 5     | 16,67 %     |
| 2007-09/2010 | Total Grenoble Foot 38        |             | 119         | 33          | 34          | 52          | -                 | 13                | 4                 | 3                 | 6                 | -                    | -                    | -                    | -                    | -                    | -          | -          | -          | -          | 132   | 37    | 37    | 58    | 28,03 %     |
| 2011-2012    | FC Sochaux-Montbéliard        | Ligue 1     | 26          | 4           | 9           | 13          | CdF+CdL           | 1+1               | 0+0               | 0+0               | 1+1               | C3                   | 2                    | 0                    | 1                    | 1                    | -          | -          | -          | -          | 28    | 4     | 9     | 15    | 13,33 %     |
| 2011-03/2012 | Total FC Sochaux-Montbéliard  |             | 26          | 4           | 9           | 13          | -                 | 2                 | 0                 | 0                 | 2                 | -                    | 2                    | 0                    | 1                    | 1                    | -          | -          | -          | -          | 28    | 4     | 9     | 15    | 13,33 %     |
| 2012-2013    | Al-Wakrah SC                  | QSL         | 22          | 7           | 5           | 10          | CdQ+QSC           | 1+5               | 0+0               | 1+1               | 0+4               | -                    | -                    | -                    | -                    | -                    | 4          | 2          | 2          | 0          | 28    | 7     | 7     | 14    | 28,13 %     |
| 2012-2013    | Total Al-Wakrah SC            |             | 22          | 7           | 5           | 10          |                   | 6                 | 0                 | 2                 | 4                 | -                    | -                    | -                    | -                    | -                    | 4          | 2          | 2          | 0          | 28    | 7     | 7     | 14    | 28,13 %     |
| 2018-2019    | Paris FC                      | Ligue 2     | 39          | 17          | 15          | 7           | CdF+CdL           | 1+1               | 0+0               | 0+1               | 1+0               | -                    | -                    | -                    | -                    | -                    | -          | -          | -          | -          | 40    | 17    | 15    | 8     | 42,50 %     |
| 2019-2020    | Paris FC                      | Ligue 2     | 19          | 4           | 3           | 12          | CdF+CdL           | 2+3               | 2+1               | 1                 | 1                 | -                    | -                    | -                    | -                    | -                    | -          | -          | -          | -          | 24    | 7     | 4     | 13    | 21,43 %     |
| 2018-2020    | Total Paris FC                |             | 58          | 21          | 17          | 19          | -                 | 7                 | 3                 | 2                 | 2                 | -                    | -                    | -                    | -                    | -                    | -          | -          | -          | -          | 64    | 24    | 19    | 21    | 37,50 %     |
| 2020-2021    | EA Guingamp                   | Ligue 2     | 20          | 4           | 9           | 7           | CdF               | 1                 | 0                 | 0                 | 1                 | -                    | -                    | -                    | -                    | -                    | -          | -          | -          | -          | 21    | 4     | 9     | 8     | 19,04 %     |
| 2020-2021    | Total EA Guingamp             |             | 20          | 4           | 9           | 7           | -                 | 1                 | 0                 | 0                 | 1                 | -                    | -                    | -                    | -                    | -                    | -          | -          | -          | -          | 21    | 4     | 9     | 8     | 19,04 %     |
| 2001-2021    | Total sur la carrière         |             | 438         | 150         | 137         | 151         |                   | 37                | 10                | 8                 | 19                |                      | 12                   | 6                    | 4                    | 2                    | 4          | 2          | 2          | 0          | 491   | 168   | 151   | 172   | 34,21 %     |

En compétition à élimination directe, c'est le score à la fin du temps règlementaire (ou prolongation s'il y en a) qui est pris en compte.
Mise à jour le 1er février 2021.

## Palmarès

### En tant que joueur

#### En club
Avec son club formateur du FK Željezničar Sarajevo, il est vice-champion de Yougoslavie en 1985. et demi-finaliste de la Coupe de l'UEFA la même année, Pendant son passage en France, il est également vice-champion de France de Division 2 en 1988 et finaliste de la Coupe de France en 1988 avec le FC Sochaux-Montbéliard, champion de France en National avec Nîmes Olympique durant la saison 1996-1997

#### En équipe de Yougoslavie
Avec la Yougoslavie, il est vice-champion d'Europe Juniors en 1978 puis Champion d'Europe Juniors en 1980. Il est également médaille de Bronze aux Jeux Olympiques en 1984.

### En tant qu'entraîneur
Il est finaliste de la Ligue des champions de la CAF en 2005 avec l'ES Sahel. Avec l'équipe nationale de Bosnie, il rate de peu la qualification pour la Coupe du Monde 2018 en poule après un match disputé face à la Grèce.

### Distinctions personnelles
Il est élu meilleur joueur de Yougoslavie en 1985 et en 1986 et sélectionné dans l'équipe idéale UEFA en 1985. En 1989, alors qu'il joue au FC Sochaux, il est élu meilleur joueur étranger de Ligue 1.
En tant qu'entraîneur du FC Istres, il est élu meilleur entraîneur de Ligue 2 en 2004.

## Source
- Marc Barreaud, Dictionnaire des footballeurs étrangers du championnat professionnel français : 1932-1997, L'Harmattan, 1er mai 1998, 320 p. (ISBN 978-2-7384-6608-2, lire en ligne).